# Świderki
Świderki [pronunciación en polaco: /ɕfiˈdɛrki/] es un pueblo en el distrito administrativo de Gmina Wojcieszków, dentro del Distrito de Łuków, Voivodato de Lublin, en el este de Polonia. Se encuentra aproximadamente 10 kilómetros al norte de Wojcieszków, 8 kilómetros al sur de Łuków, y 69 kilómetros al norte de la capital regional, Lublin.